# Ernst Bätz
Ernst Bätz (* 5. Februar 1942 in Steinach (Thüringen); † 19. Dezember 2001 ebenda) war ein deutscher Fußballspieler. 1965 spielte er für Motor Steinach in der DDR-Oberliga, der höchsten Spielklasse im DDR-Fußball. Er war DDR-Juniorennationalspieler.

## Sportliche Laufbahn
Als die Betriebssportgemeinschaft (BSG) Motor Steinach 1959 (Kalenderjahrsaison) erstmals in der zweitklassigen 1. DDR-Liga spielte, gehörte zum Kader auch der 17-jährige Ernst Bätz. In den 26 Ligaspielen wurde er 17-mal eingesetzt und erzielte ein Tor. Im Herbst 1959 gehörte er zum Aufgebot der DDR-Juniorennationalmannschaft, für die am 1. November 1959 in der Begegnung Tschechoslowakei – DDR (5:1) als Abwehrspieler sein einziges Länderspiel bestritt.
Da die BSG Motor nicht den Klassenerhalt schaffte, spielte sie in den beiden folgenden Spielzeiten in der II. DDR-Liga, erreichte aber 1962 die Rückkehr in die I. DDR-Liga. In der Saison 1962/63 bestritt Bätz von 26 Ligaspielen zwölf Partien. Im Mai 1963 wurde er für 18 Monate zum Wehrdienst in die NVA eingezogen. Während dieser Zeit trainierte er bei der Armeesportgemeinschaft (ASG) Vorwärts Cottbus weiter Fußball in der DDR-Liga (II. Liga wurde eingestellt), wurde dort aber nur in der Spielzeit 1963/64 in neun Punktspielen als Spieler eingesetzt. Als er im November 1964 nach Steinach zurückkehrte, spielte die BSG Motor bereits ihre zweite Saison in der DDR-Oberliga. In der Rückrunde der Saison 1964/65 kam Bätz noch zu drei Einsätzen. Am Saisonende musste Motor Steinach wieder in die DDR-Liga absteigen. Bätz gehörte dem Kader noch bis 1971 an. Mit Ausnahme der Spielzeit 1967/68, in der er nur vier Punktspiele bestritt, gehörte er stets zur Stammelf. So auch in seiner letzten DDR-Liga-Saison 1970/71, in der er von den 30 Ligaspielen 25 Begegnungen absolvierte und noch einmal zum Torerfolg kam. Als er im Sommer 1971 seine Laufbahn als Leistungssportler beendete, konnte er eine Bilanz von drei Oberligaspielen und 166 DDR-Ligaspielen mit 14 Toren aufweisen.